# Edu Torres
Eduard Torres Girbau, detto Edu (Barcellona, 26 maggio 1964), è un allenatore di pallacanestro spagnolo.

## Palmarès
- LEB: 1

Lleida: 2000-01
- Liga catalana: 2

Lleida: 2002, 2003
- Lliga catalana de bàsquet LEB: 2

Lleida: 2007, 2008
- ASEAN Basketball League: 1

Eastern Long Lions: 2016-17